# Elijah Porter Barrows
Pour les articles homonymes, voir Barrows.
Elijah Porter Barrows, né le 5 janvier 1807 à Mansfield (Connecticut) et mort le 14 septembre 1888 à Oberlin (Ohio), est un ecclésiastique. 

## Biographie
Elijah Porter Barrows naît le 5 janvier 1807 à Mansfield dans le Connecticut.
Diplômé de Yale en 1826, il enseigne pendant cinq ans à Hartford. Il est ordonné en 1832. Il est ordonné pasteur de la première église presbytérienne libre de la ville de New York en 1835. Il y reste jusqu'en 1837, date à laquelle il accepte le poste de professeur de littérature sacrée au Western Reserve College (1837-1852). En 1853, il est nommé professeur d'hébreu et de littérature au séminaire théologique d'Andover, poste qu'il occupe jusqu'en 1866. En 1872, il accepte un poste similaire au séminaire théologique d'Oberlin, dans l'Ohio.
Elijah Porter Barrows meurt le 14 septembre 1888 à Oberlin dans l'Ohio.

## Publications
- vingt-cinq articles dans la (en) Bibliotheca Sacra[2]
- (en) A Memoir of Evertin Judson, 1852[2]
- (en) Companion to the Bible, American Tract Society, 1867, 668 p. (lire en ligne)
- (en) Sacred Geography and Antiquities, 1872[2]
- (en) Manners and Customs of the Jews, 1884[4].

Il est également l'un des éditeurs de la (en) Bible with Notes de l'American Tract Society.

## Biographie
: document utilisé comme source pour la rédaction de cet article.
- [Wilson et Fiske 1887] (en) James Grant Wilson et John Fiske, Appletons' Cyclopædia of American Biography, vol. 1, 1887 (lire en ligne), p. 179. .
- [Gilman, Peck et Colby 1905] (en) Daniel Coit Gilman, Harry Thurston Peck et Frank Moore Colby, The New International Encyclopedia, vol. 2, 1905, 1re éd. (lire en ligne), p. 546. .
- [Wilson et al. 1915] (en) James Grant Wilson, John Fiske, Charles Dick et James E. Homans, The Cyclopædia of American Biography, 1915 (lire en ligne). .
- [The Encyclopedia Americana 1918] (en) The Encyclopedia Americana, vol. 3, 1918 (lire en ligne), p. 284. .